# Karib'il Watar
 (juillet 2023).
La mise en forme du texte ne suit pas les recommandations de Wikipédia : il faut le « wikifier ».
Les points d'amélioration suivants sont les cas les plus fréquents :
- Les titres sont pré-formatés par le logiciel. Ils ne sont ni en capitales, ni en gras.
- Le texte ne doit pas être écrit en capitales (les noms de famille non plus), ni en gras, ni en italique, ni en « petit »…
- Le gras n'est utilisé que pour surligner le titre de l'article dans l'introduction, une seule fois.
- L'italique est rarement utilisé : mots en langue étrangère, titres d'œuvres, noms de bateaux, etc.
- Les citations ne sont pas en italique mais en corps de texte normal. Elles sont entourées par des guillemets français : « et ».
- Les listes à puces sont à éviter, des paragraphes rédigés étant largement préférés. Les tableaux sont à réserver à la présentation de données structurées (résultats, etc.).
- Les appels de note de bas de page (petits chiffres en exposant, introduits par l'outil «  Source ») sont à placer entre la fin de phrase et le point final[comme ça].
- Les liens internes (vers d'autres articles de Wikipédia) sont à choisir avec parcimonie. Créez des liens vers des articles approfondissant le sujet. Les termes génériques sans rapport avec le sujet sont à éviter, ainsi que les répétitions de liens vers un même terme.
- Les liens externes sont à placer uniquement dans une section « Liens externes », à la fin de l'article. Ces liens sont à choisir avec parcimonie suivant les règles définies. Si un lien sert de source à l'article, son insertion dans le texte est à faire par les notes de bas de page.
- La présentation des références doit suivre les conventions bibliographiques. Il est recommandé d'utiliser les modèles {{Ouvrage}}, {{Chapitre}}, {{Article}}, {{Lien web}} et/ou {{Bibliographie}}. Le mode d'édition visuel peut mettre en forme automatiquement les références.
- Insérer une infobox (cadre d'informations à droite) n'est pas obligatoire pour parachever la mise en page.

Pour une aide détaillée, merci de consulter Aide:Wikification.
Si vous pensez que ces points ont été résolus, vous pouvez retirer ce bandeau et améliorer la mise en forme d'un autre article.
Karib’il Watar I bin Dhamar'ali, ou Karib'il Watar le Grand, fils de Dhamar'ali, a sans doute été le dirigeant le plus important des premiers jours de l'ancien royaume de Saba, en Arabie du Sud, au début du VIIe siècle av. J.-C.

## Sources
- de petites inscriptions sur les murs ouest et nord-ouest de la Araratum (aujourd'hui al-Asahil) et Katalum à 50 km de Marib,
- une stèle dans un temple du Djebel al-Laudh, à la lisière nord ouest de Al Jawf,
- une stèle de propriété de champs, près de Marib,
- deux longs rapports, RES 3945 et RES 3946, trouvés dans la cour intérieure du temple de Almaqah, à Sirwah, construit par Yada'il Dharih I, et dont la première copie est due à Eduard Glaser. Le premier texte raconte la construction d'installations d'irrigation et les campagnes militaires, la seconde de travaux de construction et de terrains acquis.

D'autres actes se référant au même personnage sont sujets à caution.

## Chronologie
Fritz Hommel l'a identifié, à la fin du XIXe siècle, comme le Karibilu, évoqué dans les chroniques assyriennes (ruines d'Akitu à Assur), pour l'année 685 comme ayant payé un somptueux tribut au roi assyrien Sennachérib (705-680). D'autres spécialistes, dont Nicolas Rhodokanakis, notent plusieurs porteurs du titre de Mukarrib, et du nom de Karib'il Watar bin Dhamar'ali, du VIIe au Ve siècle.

## La guerre contre leRoyaume d'Awsân
Le royaume d'Awsân ayant conquis une grande partie des deux royaumes vassaux du royaume de Saba, l'Hadramaout et le Qataban, sans doute pour casser les liens de vassalité d'Awsân vers l'ouest, Karib'il Watar entreprend une expédition au sud-ouest d'abord, Sa'd, Nuqbat, Ma'afir, Zabir, Zulm, Arway, Dhubhan et Schargab, entre Sanaa et la région du Bab al-Mandeb, tuant 3 000 ennemis et faisant 8 000 prisonniers.
Puis vient la véritable guerre contre Awsân. Avec le soutien de l'Hadramaout, du Qataban et des cités du Haram, et probablement Kaminahu, il traverse Wusr, le cœur d'Ausan, d'ouest en est, par le Wadi Maifa'a, puis se tourne vers le nord dans le Gurdan appartenant à l'Hadramaout, aujourd'hui Wadi Djirdan. Alors seulement, l'armée sabéenne inflige une défaite au roi d'Awsân sur la côte, près de la ville côtière de Dathina, qu'il détruit. La dernière défaite vise Muratta, roi de Wusr, dont il fait détruire le palais Maswar, et éliminer certaines inscriptions.
Étrangement, on rapporte aussi l'annexion de régions au nord ouest, les zones de Humdan et Sarum, loin au nord en direction de Najran, à moins que la localisation soit à modifier.
Bien que la zone ouest de l'Awsân ait été vaincue à la première campagne, il reprend une expédition dans cette direction, et il défait les domaines de Dahas et de Tubanay, au nord d'Aden, et annexe Dathina, tandis qu'il confie l'Aud à l'ancien roi  Dahas, maintenu.
Puis le rapport donne une longue liste de villes et de territoires d'Awsân annexés. Le cœur d'Awsân appartient à Saba, et  les alliés Hadramaout et Qataban retrouvent leurs territoires anciennement occupés par Awsân.

## Campagnes suivantes
La première est dirigée contre Kahad de Saut dans l'ouest de l'Hadramaout, qui avait apparemment attaqué les alliés de Saba.
Avec le soutien des villes-états du Jawf, Haram et Kaminahu, il attaque leur voisin Nashan (en) (/ Nestum), ancien allié, et le détruit après deux ans de siège, ainsi que deux autres oasis du Jawf. Cette campagne est également connue par une inscription dédicatoire d'un temple dans le Haram, dans laquelle un certain Ḥnbṣm bin Ḥlwm'm mentionne que le roi de haram l'a chargé sous la direction du seigneur haramitique de guerroyer contre Ausan et Nashan.
Dans une seconde campagne, il assiège Nashan et la ville voisine, Nashq, pendant trois ans, et les défait. Les domaines reçus de Saba sont confisqués, les villes dépendant de Nashan sont annexées à Saba, les murs sont rasés, et le palais royal 'Afrawu, de Nashans est détruit. Au milieu de la ville, un temple dédié au dieu-Lune sabéen Almaqah est construit, et les Sabéens sont installés dans la ville. Les rois alliés, Yadhmurmalik de Haram, et Nabat'aliy  de Kaminahu, sont récompensés avec le système d'irrigation de  Nashan. Nashq est à nouveau fortifiée et habitée par des Sabéens. Les villes de Yadhun, Guzbatne, et  'Arab, ne sont pas localisables, tout comme celles de Sabl, Haram et Fanananqui, au nord de Sanaa.
La dernière expédition est dirigée contre trois possessions de Najran, Muha'mir, Amir et Auhab, ce qui permet à Saba d'absorber l'oasis de Najran, et de contrôler le début de la route de l'encens. Si le tribut aux Assyriens est bien attribuable à ce roi, cela pourrait signifier un accord international concernant la route de l'encens.

## Activités non militaires
Il a également entrepris un grand nombre de travaux de construction, dont la réparation et l'extension des systèmes d'irrigation avancés de la capitale sabéenne de Marib.
Il a également consolidé un nombre considérable de villes dans le royaume de Saba, d'Awsân, dans les parties anciennement occupées par Awsân du Qataban et deu Jawf.
Il a également dirigé la superstructure du palais Sahl, probablement du palais ultérieur Salhin de Marib.
Il a acquis de nombreuses fermes autour de Marib.

## Littérature
- Klaus Schippmann: Geschichte der alt-südarabischen Reiche, Wissenschaftliche Buchgesellschaft, Darmstadt 1998  (ISBN 3-534-11623-2) (zur Chronologie des alten Südarabien siehe S. 32–49)
- Walter W. Müller (Hrsg.) / Hermann von Wissmann: Die Geschichte von Sabaʾ II. Das Grossreich der Sabäer bis zu seinem Ende im frühen 4. Jh. v. Chr. (Österreichische Akademie der Wissenschaften, Philosophisch-historische Klasse. Sitzungsberichte, Band 402) Verlag der österreichischen Akademie der Wissenschaften Wien, 1982  (ISBN 3700105169) (Zu Karib'il Watars Regierung, seiner chronologischer Einordnung und der Lokalisierung einiger Orte: S. 108–113 und 150–177)
- Walter W. Müller: Altsüdarabische und frühnordarabische Inschriften, in: O. Kaiser (Hrsg.): Texte aus der Umwelt des Alten Testaments Band I, Lieferung 6. 1985 S. 651–667 (auf S. 651–658: neueste Übersetzung des ersten Siegesberichts mit Literaturangaben)
- Alfred Felix Landon Beeston: Sabaean Inscriptions, Oxford 1937 (Behandlung des Tatenberichtes: S. 59–71)
- Hermann von Wissmann, Maria Höfner: Beiträge zur historischen Geographie des vorislamischen Südarabien (Abhandlungen der geistes- und sozialwissenschaftlichen Klasse der Akademie der Wissenschaften und der Literatur in Mainz, Jahrgang 1952, Nr. 4). Verlag der Akademie der Wissenschaften und der Literatur in Mainz, Mainz 1953 (wichtigste Arbeit zur Identifikation der Ortsnamen in den Karib'il-Tatenberichten)
- Nikolaus Rhodokanakis: Altsabäische Texte I (Akademie der Wissenschaften in Wien, Philosophisch-historische Klasse, Sitzungsberichte, Band 206, 2. Abhandlung). Hölder-Pichler-Tempsky, Wien/Leipzig 1927 (Erstedition und ausführlich kommentierte Übersetzung beider Tatenberichte: S. 19–96. Zur Identifikation zahlreicher Ortsnamen vgl. den Anhang Historisch-geographische Bemerkungen zu Gl. 418/419, 1000A, B von Adolf Grohmann)